# Calotes ceylonensis
Espèce
Synonymes
- Calotes mystaceus var. ceylonensis Müller, 1887
- Calotes kelaarti Nevill, 1887

Calotes ceylonensis est une espèce de sauriens de la famille des Agamidae.

## Répartition
Cette espèce est endémique du Sri Lanka.

## Étymologie
Son nom d'espèce, composé de ceylon et du suffixe latin -ensis, « qui vit dans, qui habite », lui a été donné en référence au lieu de sa découverte, Ceylon est l'ancien nom du Sri Lanka.

## Publication originale
- Müller, 1887 : Fünfter Nachtrag zum Katalog der herpetologischen Sammlung des Basler Museums. Verhandlungen der Naturforschenden Gesellschaft in Basel, vol. 8, p. 249-296 (texte intégral).